# Виновность невиновного, или Когда лучше спать
«Виновность невиновного, или Когда лучше спать» (фр. Coupable d'innocence ou Quand la raison dort) — французско-польский художественный фильм, историческая драма 1992 года, выполненная во Франции польским режиссёром Марцином Зембиньским.

## Сюжет
В конце XVIII века молодой часовой мастер из Австрии, Максимилиан Бардо, прибывает в дворец французского аристократа-изобретателя, чтобы помочь ему в работе по созданию вечного двигателя. К сожалению, он опоздал — изобретатель уже несколько дней как умер. Но это — только начало целого ряда происшествий.

## В ролях
- Уте Лемпер — Катерина Глесс
- Джонатан Заккаи — Максимильен Бардо
- Филиппин Леруа-Больё — Жан Эберлейн
- Андре Вильм — Генри Бикен
- Януш Гайос
- Павел Вильчак[пол.]
- Пётр Шулькин
- Анна Сенюк
- Магдалена Вуйцик
- Войцех Пшоняк — Карл Оттенхаген
- Ян Пешек — Жак Калтфиш
- Витольд Дембицкий — Джакомо Цинкведи
- Александер Бардини — профессор Мок
- Шимон Боровицкий — Лукас
- Михал Павлицкий — Александр Плант
- Януарий Брунов